# Michael Marinaro
Michael Marinaro (Sarnia, 7 gennaio 1992) è un pattinatore artistico su ghiaccio canadese.

## Biografia
A livello giovanile ha gareggiato con Margaret Purdy, guadagnando la medaglia d'argento ai mondiali juniores di Milano 2013.
Dal 2014 gareggia in coppia con Kirsten Moore-Towers, con la quale ha rappresentato il Canada ai Giochi olimpici di Pyeongchang 2018, concludendo all'undicesimo posto nel concorso a coppie. Con lei, inoltre, si è laureato campione nazionale canadese del 2019 e ha vinto la medaglia d'argento ai campionati dei Quattro continenti.

## Palmarès

### Con Moore-Towers
| Internazionali | Internazionali | Internazionali | Internazionali | Internazionali | Internazionali | Internazionali | Internazionali | Internazionali |
| Evento | 2014–15        | 2015–16        | 2016–17        | 2017–18        | 2018–19        | 2019–20        | 2020–21        | 2021–22        |
| --- | -------------- | -------------- | -------------- | -------------- | -------------- | -------------- | -------------- | -------------- |
| Giochi olimpici invernali |                |                |                | 11°            |                |                |                | 10°            |
| Campionati mondiali |                | 8°             |                | 6°             | 7°             | C              | 6°             | R              |
| Quattro continenti | 9°             |                | 7°             |                | 2°             | 3°             |                |                |
| GP Final |                |                |                |                |                | 5°             |                |                |
| GP Cup of China |                |                |                | 3°             |                |                |                |                |
| GP Trophée Eric Bompard | 7°             |                |                |                |                |                |                |                |
| GP NHK Trophy |                |                | R              |                | 4°             | 2°             |                |                |
| GP Rostelecom Cup |                | 7°             | R              |                |                |                |                | 5°             |
| GP Skate America |                |                |                | 6°             |                |                |                |                |
| GP Skate Canada | 6°             | 3°             |                |                | 3°             | 2°             | C              | 6°             |
| CS Autumn Classic |                |                |                |                | 2°             |                |                |                |
| CS Finlandia Trophy |                |                |                |                | 2°             |                |                | 8°             |
| CS Golden Spin |                |                |                |                |                |                |                | 8°             |
| CS Nebelhorn Trophy |                |                |                |                |                | 1°             |                |                |
| CS U.S. Classic |                | 3°             | R              | 1°             |                |                |                |                |
| Nazionali |                |                |                |                |                |                |                |                |
| Campionati canadesi | 4°             | 4°             | 3°             | 3°             | 1°             | 1°             | C              | 1°             |
| Eventi a squadre |                |                |                |                |                |                |                |                |
| Giochi olimpici invernali |                |                |                |                |                |                |                | 4° S 5° P      |
| World Team Trophy |                |                | 4° S 4° P      |                | 5° S 4° P      |                |                |                |
| R = Ritirati; C = Evento cancellato S = Risultato della squadra; P = Risultato personale. Medaglie assegnate solo per il risultato della squadra. |                |                |                |                |                |                |                |                |

### Con Purdy
| Internazionali         | Internazionali | Internazionali | Internazionali | Internazionali | Internazionali |
| Evento                 | 2009–10        | 2010–11        | 2011–12        | 2012–13        | 2013–14        |
| ---------------------- | -------------- | -------------- | -------------- | -------------- | -------------- |
| Quattro continenti     |                |                |                |                | 6°             |
| GP Skate America       |                |                |                |                | 8°             |
| GP Skate Canada        |                |                |                |                | 8°             |
| Internazionali: Junior |                |                |                |                |                |
| Campionati mondiali    | 8°             |                | 5°             | 2°             |                |
| JGP Final              |                |                |                | 4°             |                |
| JGP Austria            |                |                | 10°            |                |                |
| JGP Croazia            |                |                |                | 1°             |                |
| JGP Repubblica Ceca    |                | 9°             |                |                |                |
| JGP Germania           | 10°            |                |                |                |                |
| JGP Lettonia           |                |                | 3°             |                |                |
| JGP Polonia            | 7°             |                |                |                |                |
| JGP Gran Bretagna      |                | 10°h           |                |                |                |
| JGP Stati Uniti        |                |                |                | 1°             |                |
| Nazionali              |                |                |                |                |                |
| Campionati canadesi    | 1° J           | 9°             | 6°             | 5°             | 5°             |
| J = Junior             |                |                |                |                |                |